# As-Safirah (plaats)
As-Safirah is een plaats in het district As-Safirah in het Syrische gouvernement Aleppo en telt 106.382 inwoners (2007). Bij deze plaats zijn in 1930 drie stèles gevonden met daarop verdragsteksten uit de achtste eeuw v.Chr. Deze teksten zijn bekend geworden als de Inscripties van Sefire.